# ستيف شيلدز
ستيف شيلدز هو لاعب هوكي الجليد كندي، ولد في 19 يوليو 1972 في تورونتو في كندا.

## وصلات خارجية
- ستيف شيلدز على موقع دوري الهوكي الوطني (الإنجليزية)
- ستيف شيلدز على موقع قاعة مشاهير الهوكي (لاعب أن.إتش.أل) (الإنجليزية)
- ستيف شيلدز على موقع EliteProspects.com (الإنجليزية)
- ستيف شيلدز على موقع HockeyDB.com (الإنجليزية)
- ستيف شيلدز على موقع Hockey-Reference.com (الإنجليزية)